# Bengt Apell
Bengt Olof Apell, född 21 maj 1937 i Göteborg, är en svensk före detta fotbollsspelare som spelade för Gais åren 1959–1964. Han är morbror till Benny Apell, som också spelade för Gais.
Apell kom från Gais B-lag och debuterade i allsvenskan i juni 1959. Han spelade totalt tre matcher säsongen 1959, när Gais åkte ur allsvenskan. Därefter var han ordinarie när Gais började om i division II, och var med och spelade upp klubben i allsvenskan 1964. Gais åkte emellertid ur direkt, och Apell försvann efter detta år ur truppen. Sammanlagt blev det 96 matcher i Gais för Apell (6 mål). 24 av dessa gjorde han i allsvenskan (0 mål).
Apell var en mångsidig spelare som beklädde flera olika positioner i Gais, men framför allt spelade han som vänsterhalv. Han spelade även i Gais Handboll.